# هابي أندرسون
هابي أندرسون (بالإنجليزية: Happy Anderson)‏ هو ممثل أمريكي، ولد في 19 نوفمبر 1976 في الولايات المتحدة.

## أعمال

### أفلام
- (2017) مشرق
- (2018) صندوق الطائر

## وصلات خارجية
- هابي أندرسون على موقع IMDb (الإنجليزية)
- هابي أندرسون على موقع ألو سيني (الفرنسية)
- هابي أندرسون على موقع أول موفي (الإنجليزية)
- هابي أندرسون على موقع قاعدة بيانات الأفلام السويدية (السويدية)
- هابي أندرسون على موقع قاعدة بيانات الفيلم (الإنجليزية)
- هابي أندرسون على موقع كينوبويسك (الروسية)